# Baega-myeon
Baega-myeon (koreanska: 백아면) är en socken i kommunen Hwasun-gun i provinsen Södra Jeolla i den södra delen av Sydkorea, 270 km söder om huvudstaden Seoul. Den hette tidigare Buk-myeon (북면), men bytte namn till det nuvarande 1 januari 2020.